# St. Bernhardt (Sankt Bernhardt)

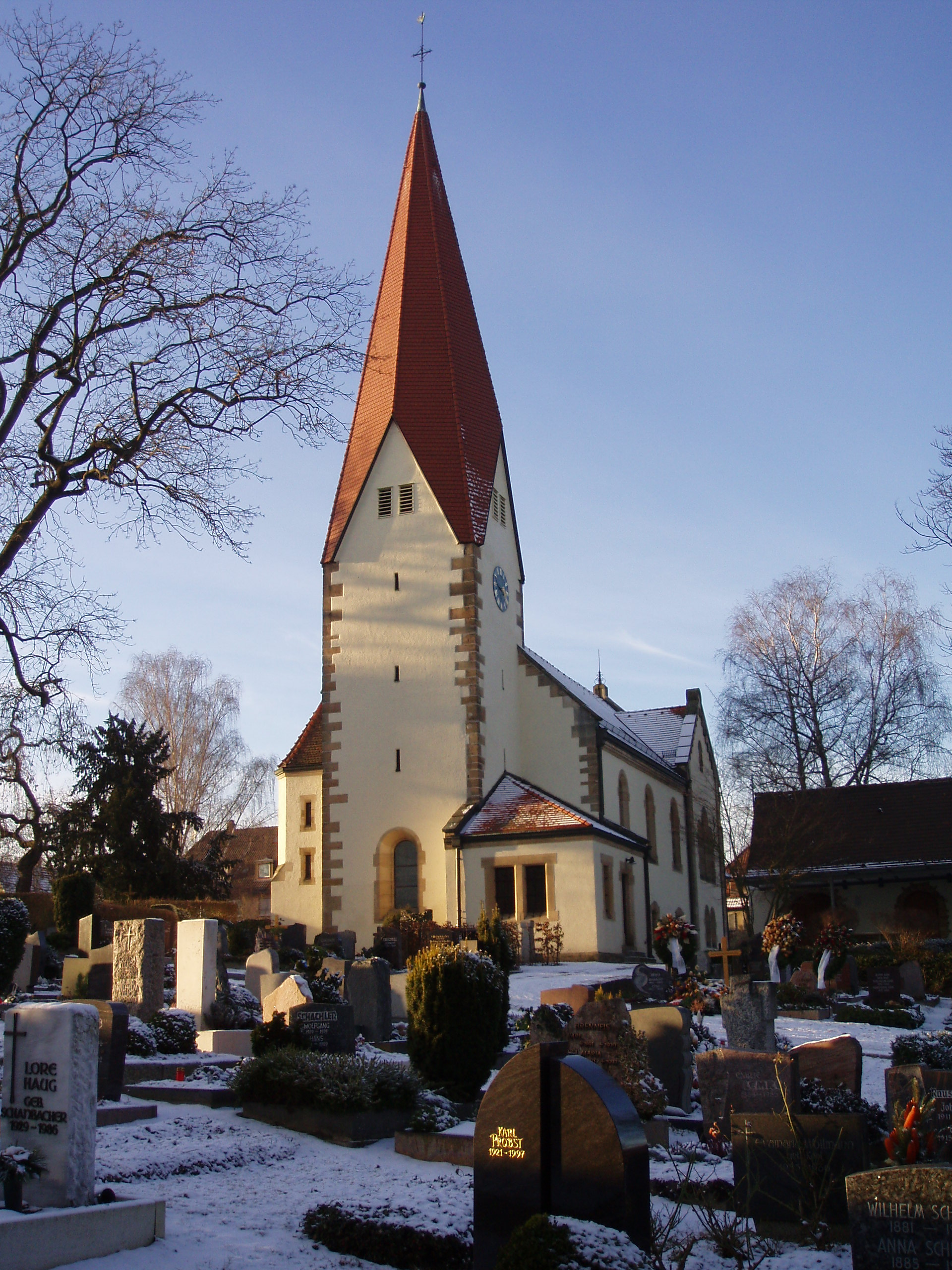
St. Bernhardt in Sankt Bernhardt

Die evangelische Pfarrkirche St. Bernhardt steht in Sankt Bernhardt, einem Stadtteil von Esslingen am Neckar im Landkreis Esslingen in Baden-Württemberg. Das Bauwerk ist beim Landesamt für Denkmalpflege Baden-Württemberg als Baudenkmal eingetragen. Die Kirche gehört zur Kirchengemeinde St. Bernhardt zum Hohenkreuz im Kirchenbezirk Esslingen der Evangelischen Landeskirche in Württemberg.

## Beschreibung
Die Saalkirche wurde 1774 erbaut und 1896–98 nach einem Entwurf von Theophil Frey neuromanisch umgebaut. Sie besteht aus dem Langhaus und dem im Kern von der im Dreißigjährigen Krieg zerstörten Vorgängerkirche stammenden Chorturm im Südosten. Die Fassade im Nordwesten ist mit Lisenen und Rundbogenfriesen gegliedert. Die im Süden und Norden angrenzenden Landhauswände sind risalitartig gestaltet und mit Dreiecksgiebeln abgeschlossen. Der Chorturm wurde mit einem Geschoss für die die Turmuhr aufgestockt. Über den Giebeln, hinter denen sich der Glockenstuhl befindet, sitzt ein achtseitiger Helm. Die auf Wechselschleifen basierende zweimanualige Orgel mit 12 Registern wurde 2007 von Friedrich Lieb gebaut.